# Flughafen Toronto-Pearson

i7
i11
i13

Flughafendiagramm

Der Toronto Pearson International Airport (IATA-Code: YYZ, ICAO-Code: CYYZ) ist der internationale Flughafen der Metropolregion Toronto in der Provinz Ontario in Kanada. Mit 46,8 Millionen Passagieren im Jahr 2024 ist YYZ der größte kanadische Flughafen (vor Vancouver). Der 1.897 ha große Flughafen verfügt über insgesamt fünf Start- und Landebahnen (drei in Ost-West-Richtung, zwei in Nord-Süd-Richtung). Benannt wurde er nach Lester B. Pearson, dem ehemaligen Premierminister Kanadas.

## Bedeutung und Geschichte

### Bedeutung

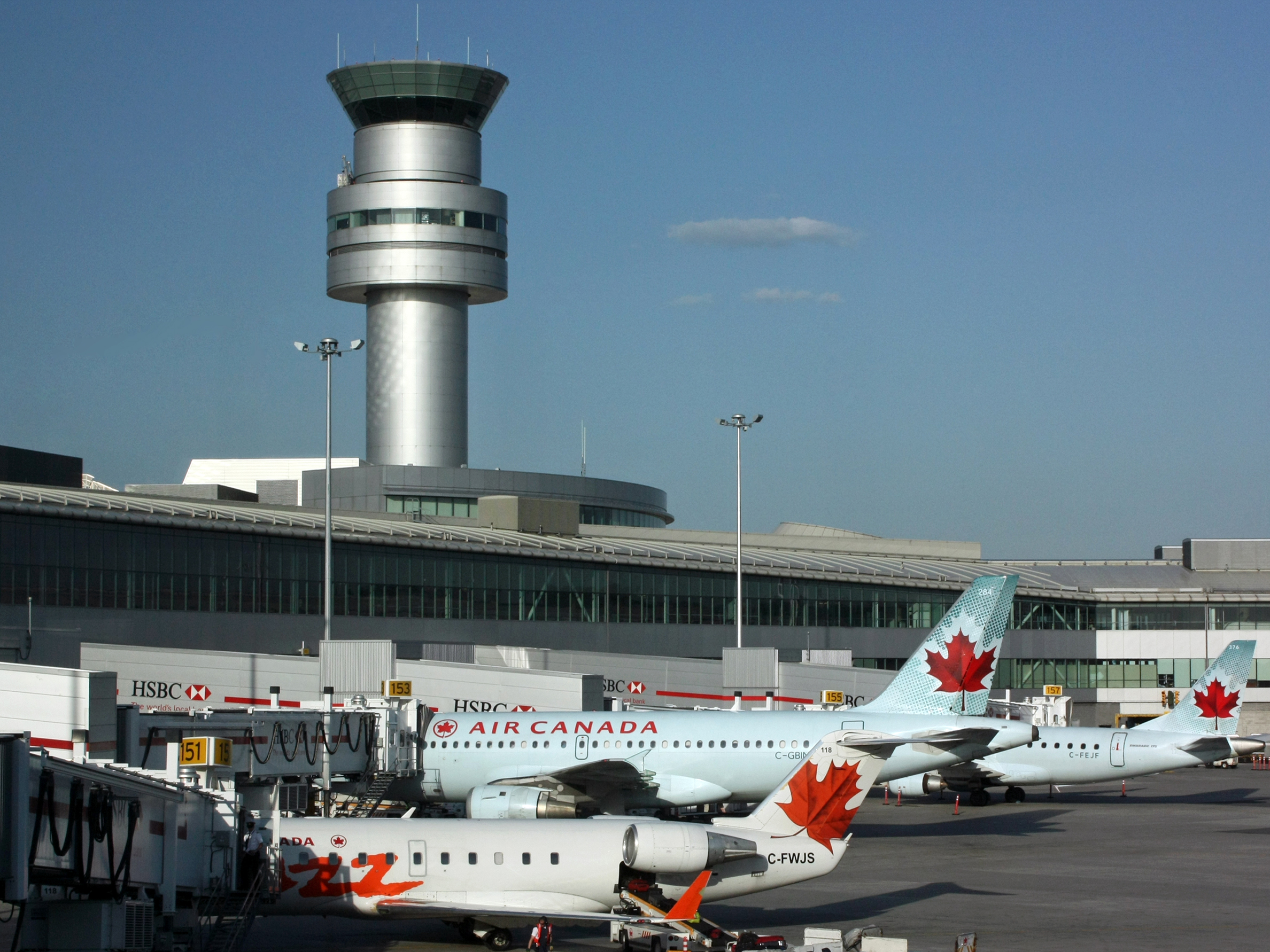
Flugzeuge der Air Canada auf dem Vorfeld des Flughafens

Der Flughafen ist ein Teil des National Airports Systems und befindet sich im Eigentum von Transport Canada. Betrieben wird er von der Greater Toronto Airports Authority (GTAA).
Etwa 65 Fluggesellschaften bieten Verbindungen zu 25 kanadischen, 43 US-amerikanischen und 42 internationalen Zielen an. Zusätzlich wird der Flughafen von verschiedenen Frachtfluggesellschaften genutzt. Er ist ein Drehkreuz der Fluggesellschaft Air Canada. Am Flughafen sind 49.000 Arbeitnehmer tätig.
Neben dem Flughafen Toronto-Pearson befindet sich unweit der Innenstadt auf einer Insel der bedeutend kleinere Billy Bishop Toronto City Airport.

### Geschichte
Der Flughafen wurde 1938 als Malton Airport eröffnet und befand sich in einem überwiegend von Landwirtschaft geprägten Gebiet. In den folgenden Jahrzehnten – bedingt durch die steigenden Passagierzahlen – verlängerte man Start- und Landebahnen und baute neue Terminalgebäude, darunter das 1964 eröffnete Aeroquay One. Obwohl es zu seiner Zeit dem Stand der Technik entsprach, stellte es sich unter den rasanten Entwicklungen von Großraumflugzeugen wie der Boeing 747 als unzureichend heraus und so wurde 1972 Terminal 2 in Dienst gestellt. Im Jahr 1984 wurde der seit 1960 als Toronto International Airport bekannte Flughafen in Lester B. Pearson International Airport umbenannt.

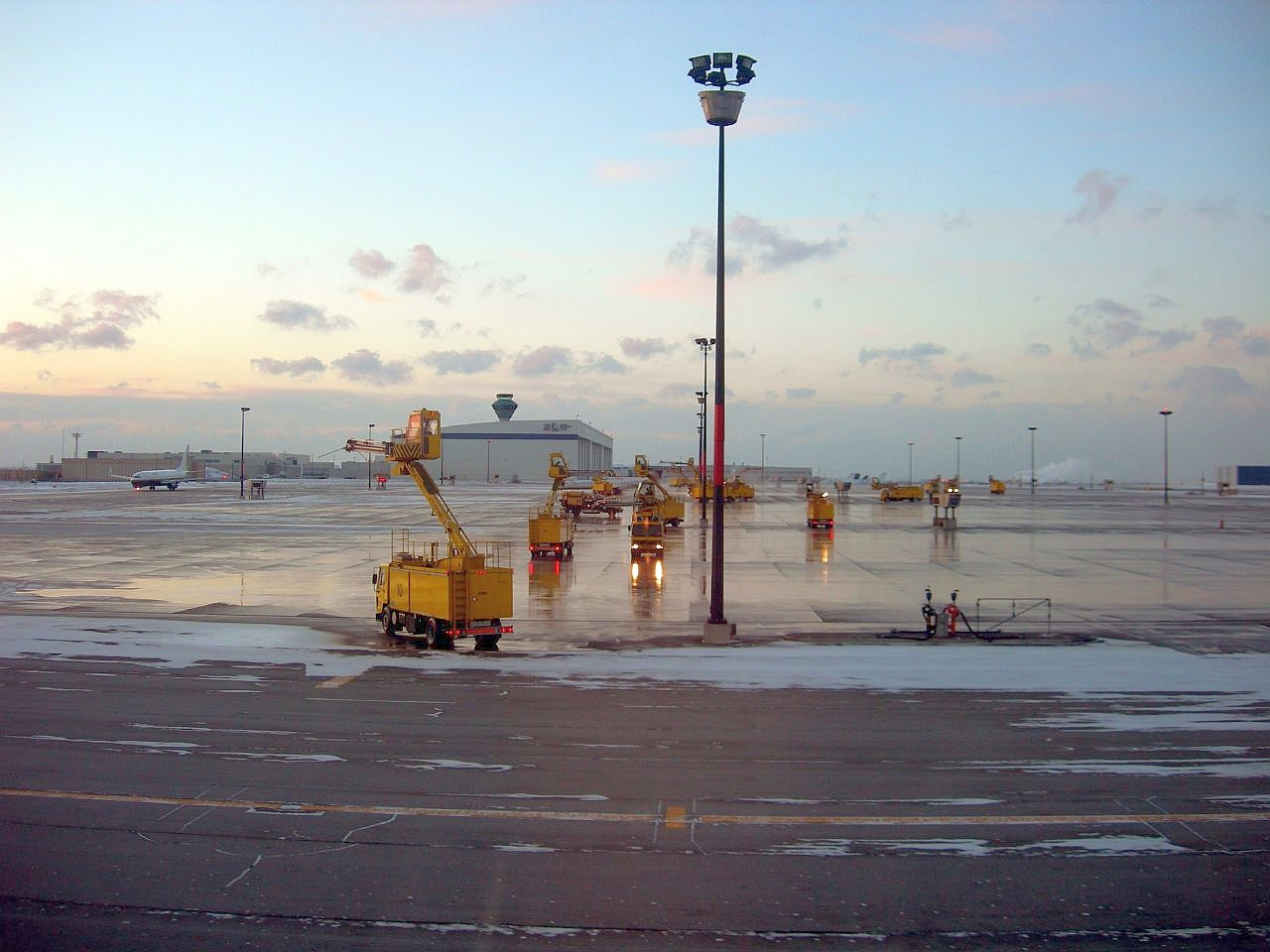
Zentraler Enteisungsbereich

Mit der Übertragung der Verwaltungs- und Managementbefugnisse an die neu formierte Greater Toronto Airports Authority begann in den 1990ern der Abriss und Neubau von Abfertigungsgebäuden wie auch die Ausführung von Flächenoptimierungen im Bereich zwischen den Start- und Landebahnen.
Am 11. September 2001 empfing der Flughafen unter Koordination der kanadischen Verkehrsbehörde 14 Flüge, die im Zuge von 9/11 umgeleitet werden mussten.
Mittlerweile ist der Flughafen vollständig von Bebauung sowie Infrastruktur der Metropolregion Toronto umgeben und stellt einen bedeutenden Wirtschaftsfaktor im Golden Horseshoe dar.

## Lage und Verkehrsanbindung

### Lage
Der Toronto Pearson International Airport liegt fast vollständig auf dem Gebiet der Stadt Mississauga, etwa 20 Kilometer westlich der Innenstadt von Toronto.

### Straßenanbindung
Der Flughafen ist an der Ostseite (Richtung Toronto) an das Straßennetz angebunden. Zufahrten sind die Flughafenausfahrten der Autobahn Highway 427 sowie die direkt zum Flughafen führende Autobahn Highway 409. Eine weitere Zufahrt ist die 4-spurige Stadtstraße Dixon Road, welche im Flughafenbereich zur Airport Road wird. In den Parkhäusern der beiden Terminals sowie im Parkhaus Viscount befinden sich die Stationen der Autovermieter.

### Öffentlicher Nahverkehr
An den Ankunftsebenen sind Taxis und Limousines (luxuriösere Taxis) verfügbar. Private Busunternehmen mit Kleinbussen (Out-of Town Van Service, Shuttle Bus) erschließen das Umland bis hin nach Detroit und Buffalo. Der Zeitplan reicht von einmal täglich bis stündlich.
Die TTC-Buslinie 900 Airport Express fährt im 10-Minuten-Takt zur Endstation Kipling der Toronto Subway. Von dort kann die Toronto Union Station mit einmal Umsteigen erreicht werden. Die gesamte Fahrzeit beläuft sich auf etwa 60 Minuten. Weitere Linienbusse fahren vom Flughafen zu den naheliegenden Stationen umliegender Nahverkehrsnetze.

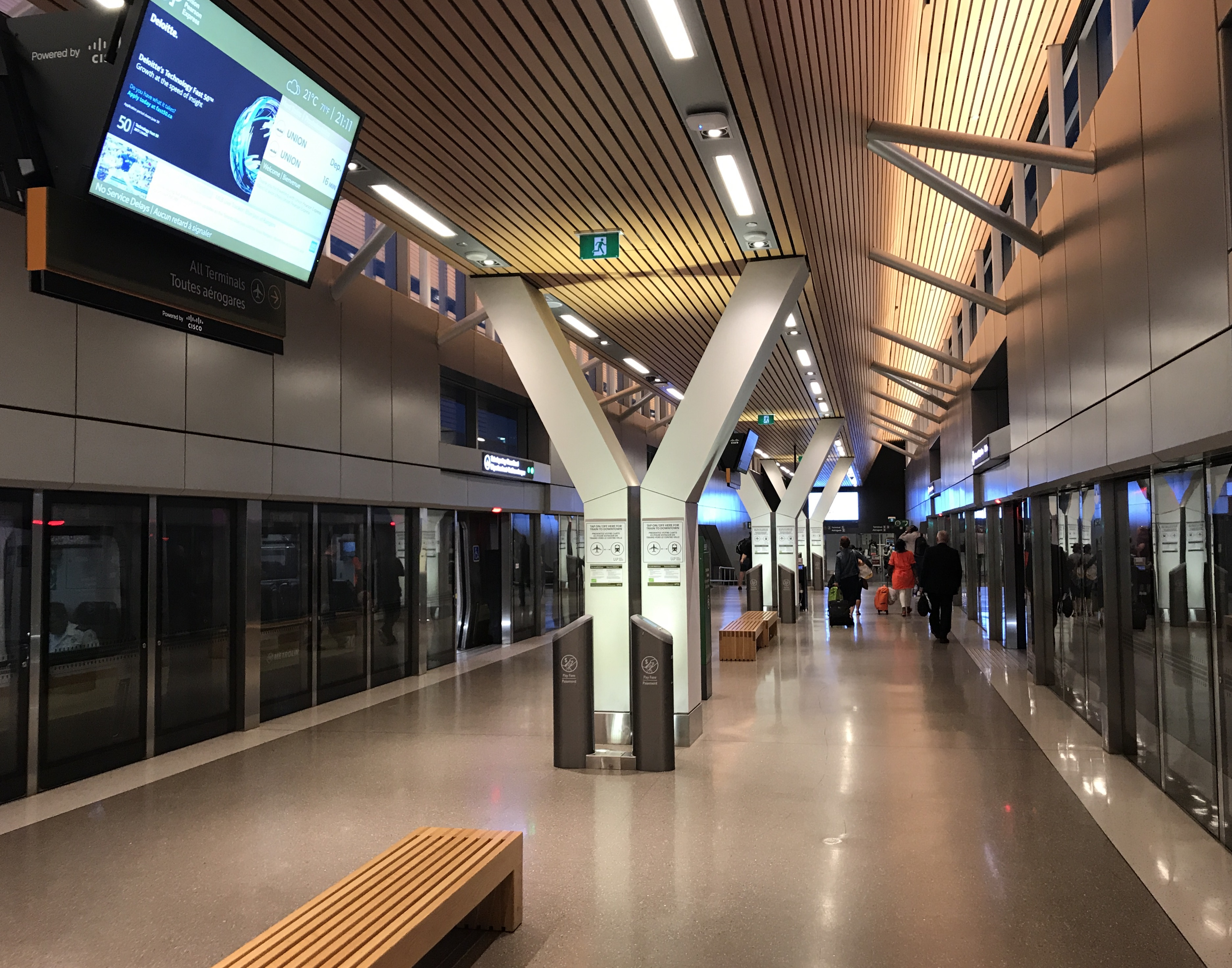
Bahnhof vor Terminal 1, von wo aus der UP Express verkehrt

Am 6. Juni 2015 wurde der Flughafen an das Eisenbahnnetz angeschlossen. Der Union Pearson Express (UP Express) fährt alle 15 Minuten mit einer Fahrzeit von 25 Minuten vom Terminal 1 über die Bahnstationen Weston und Bloor zur Toronto Union Station.
Eine Verlängerung der Eglinton-Linie und die somit direkte Erschließung an das Netz der Toronto Subway befindet sich in Planung.

## Terminals und Fluggesellschaften

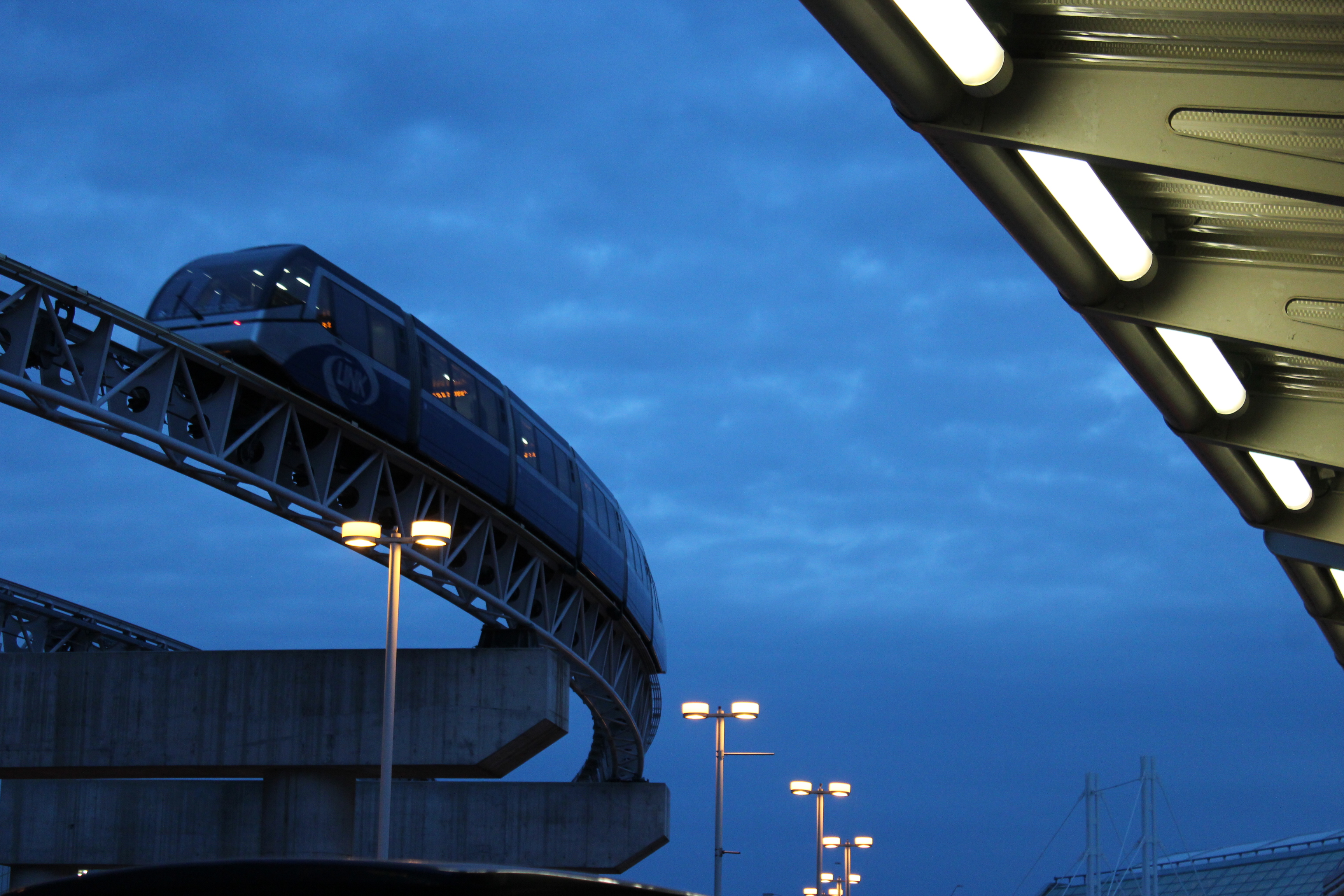
Der Terminal Link am Abend

Der Toronto Pearson International Airport verfügt über zwei Passagierterminals: Terminal 1 und Terminal 3. (Die beiden Terminals werden nicht fortlaufend nummeriert, weil die ursprünglichen Terminals 1 und 2 durch das heutige Terminal 1 ersetzt wurden.) Beide Terminals werden durch den Peoplemover Terminal Link mit dem Parkhaus Viscount verbunden.
Für Flugverbindungen in die USA gibt es einen Transitbereich mit US-Zoll- und Einwanderungskontrolle, die sogenannte Border Preclearance (siehe Grenze zwischen Kanada und den Vereinigten Staaten).

### Terminal 1

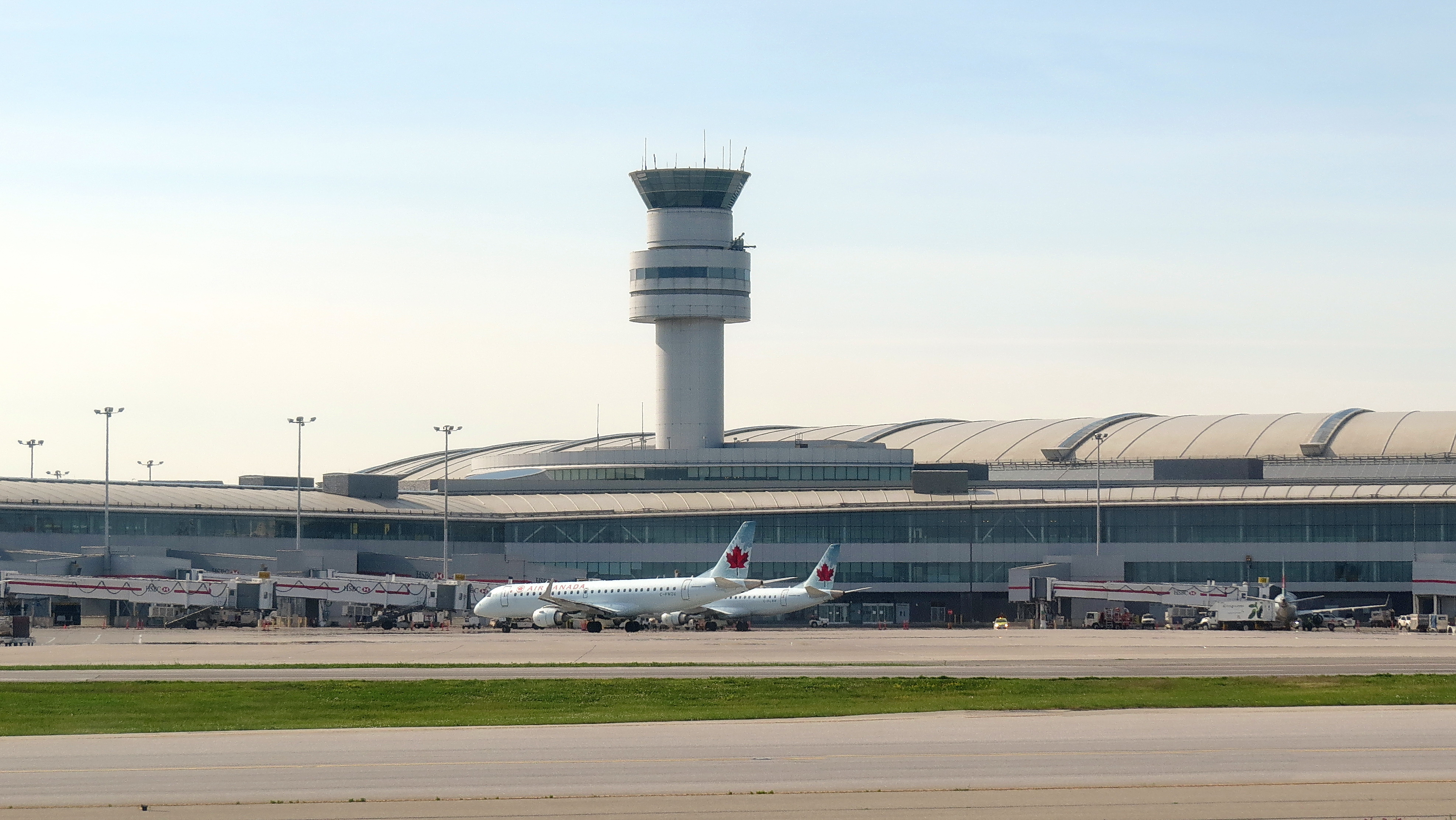
Außenansicht von Terminal 1

Da der Toronto Pearson International Airport zum Ende des 20. Jahrhunderts an seine Kapazitätsgrenzen stieß, wurde das Joint Venture Airport Architects Canada, bestehend aus den Architekturbüros Adamson Associates, Moshe Safdie Associates und Skidmore, Owings and Merrill im Rahmen des 4,4 Milliarden kanadische Dollar umfassenden Airport Development Programme mit dem Neubau eines Terminals beauftragt.
Zur Ausführung des Projekts wurde das ursprüngliche Terminal 1 (Aeroquay One) 2004 abgerissen, Terminal 2 vier Jahre später. Das heute als Terminal 1 bezeichnete Gebäude nahm im April 2004 seinen Betrieb auf.
Es wurde im Januar 2007 mit dem 300 Meter langen und 25 Gate aufweisenden Pier F, auch als Hammerhead Pier bekannt, ergänzt.
Die Flüge der Star Alliance (u. a. Air Canada, Lufthansa) werden im Terminal 1 abgefertigt.
Air Canada und Lufthansa fliegen nach Frankfurt und München, Austrian Airlines nach Wien, Air Canada nach Zürich sowie Condor während der Sommersaison nach Frankfurt.

### Terminal 3

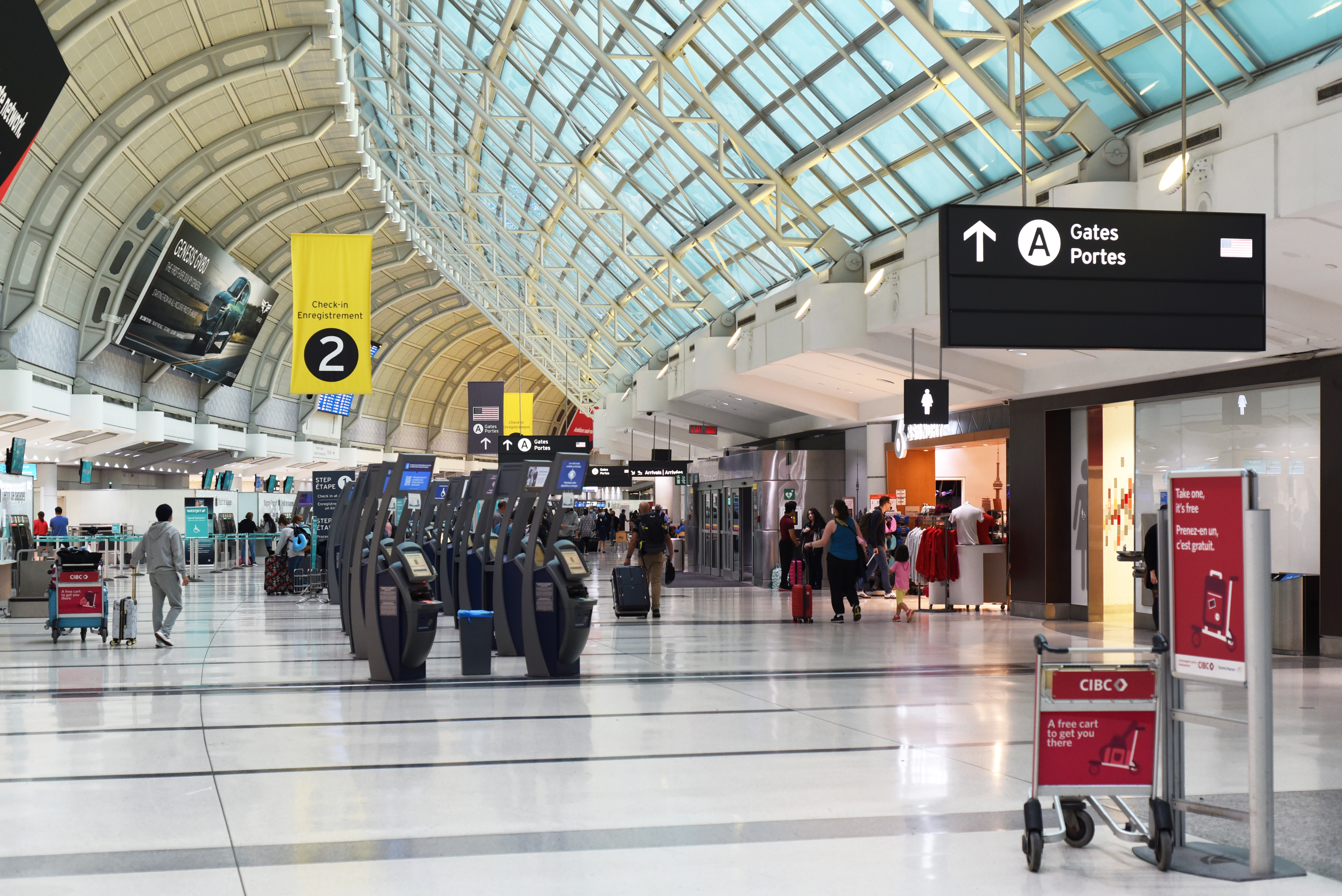
Der als Grand Hall bezeichnete Eingangsbereich von Terminal 3

Das von den Architekturbüros B+H sowie Scott Associates geplante Terminal 3 eröffnete im Jahr 1991. Gegenwärtig beheimatet es die Fluggesellschaften der Luftfahrtallianzen SkyTeam und Oneworld.

## Verkehrszahlen
| Jahr | Fluggastaufkommen | Fluggastaufkommen | Fluggastaufkommen | Luftfracht (Tonnen) (mit Luftpost) | Flugbewegungen (mit Militär) |
| Jahr | National          | International     | Gesamt            | Luftfracht (Tonnen) (mit Luftpost) | Flugbewegungen (mit Militär) |
| ---- | ----------------- | ----------------- | ----------------- | ---------------------------------- | ---------------------------- |
| 2018 | 17.860.337        | 31.647.081        | 49.507.418        |                                    | 474.304                      |
| 2017 | 17.475.217        | 29.655.141        | 47.130.358        | 534.500                            | 465.574                      |
| 2016 | 16.906.560        | 27.428.638        | 44.335.198        | 472.300                            | 456.536                      |
| 2015 | 15.859.289        | 25.177.558        | 41.036.847        | 433.900                            | 443.958                      |
| 2014 | 15.192.126        | 23.380.290        | 38.572.416        | 448.600                            | 434.644                      |
| 2013 | 14.385.445        | 21.724.024        | 36.109.469        | 411.300                            | 432.209                      |
| 2012 | 13.646.163        | 21.265.866        | 34.912.029        | 417.000                            | 433.010                      |
| 2011 | 13.078.513        | 20.356.764        | 33.435.277        | 418.700                            | 428.477                      |
| 2010 | 12.730.680        | 19.205.418        | 31.936.098        | 447.300                            | 418.298                      |
| 2009 | 12.730.047        | 17.638.292        | 30.368.339        | -                                  | 407.352                      |
| 2008 | 13.812.866        | 18.521.965        | 32.334.831        | -                                  | 430.588                      |
| 2007 | 13.744.155        | 17.702.044        | 31.446.199        | 505.000                            | 425.500                      |
| 2006 | 13.309.531        | 17.485.050        | 30.794.581        | 505.000                            | 417.932                      |
| 2005 | 12.906.457        | 17.008.293        | 29.914.750        | -                                  | 409.401                      |
| 2004 | 12.636.748        | 15.979.233        | 28.615.981        | -                                  | 403.778                      |
| 2003 | 11.021.760        | 13.717.552        | 24.739.312        | -                                  | 370.996                      |
| 2002 | -                 | -                 | -                 | -                                  | 383.189                      |
| 2001 | -                 | -                 | -                 | -                                  | 406.360                      |
| 2000 | -                 | -                 | -                 | -                                  | 426.506                      |

## Zwischenfälle
- Am 17. Dezember 1954 flog eine Lockheed L-1049E Super Constellation der Trans-Canada Air Lines (Luftfahrzeugkennzeichen CF-TGG) beim Landeanflug auf den Flughafen Toronto-Malton zu tief an und zerbrach in drei Teile auf einem Feld, noch 19 Kilometer vor der Landebahn. Alle 23 Passagiere und Besatzungsmitglieder überlebten den Unfall. Die Piloten waren zu weit unterhalb des Instrumentenanfluggleitpfades angeflogen. Möglicherweise führte Übermüdung der Flugbesatzung zu einer Fehlinterpretation der Höhenanzeige.[21][22]

- Am 3. Oktober 1959 wurde eine Vickers Viscount 757 der kanadischen Trans-Canada Air Lines (heute Air Canada) (CF-TGY) im nächtlichen Anflug auf den Flughafen Toronto-Malton bei schlechter Sicht gut 1000 Meter vor der Landebahn in den Boden geflogen. Alle 38 Insassen, die vier Besatzungsmitglieder und 34 Passagiere, überlebten den Unfall. Das Flugzeug wurde irreparabel beschädigt.[23]

- Am 13. Juni 1964 fielen bei einer Vickers Viscount 757 der Air Canada (CF-THT) im Anflug auf den Flughafen Toronto-International beide linke Triebwerke aus. Das Flugzeug schlug gerade noch innerhalb der Flugplatzgrenze auf und wurde zerstört. Alle 44 Insassen, die drei Besatzungsmitglieder und 41 Passagiere, überlebten.[24]

- Am 5. Juli 1970 ereignete sich der schwerste Unfall am Flughafen, als eine Douglas DC-8 der Air Canada (CF-TIW) verunglückte. Dabei starben 100 Passagiere und neun Besatzungsmitglieder.

- Am 26. Juni 1978 brachen die Piloten einer Douglas DC-9-32 der Air Canada (CF-TLV) in Toronto den Start ab, nachdem an der Maschine einen Reifen geplatzt war. Die Maschine rollte über das Startbahnende hinaus und stürzte einen Abhang herunter, wobei der Rumpf auseinanderbrach. Von den 107 Menschen an Bord wurden 2 Passagiere getötet (siehe auch Air-Canada-Flug 189).[25]

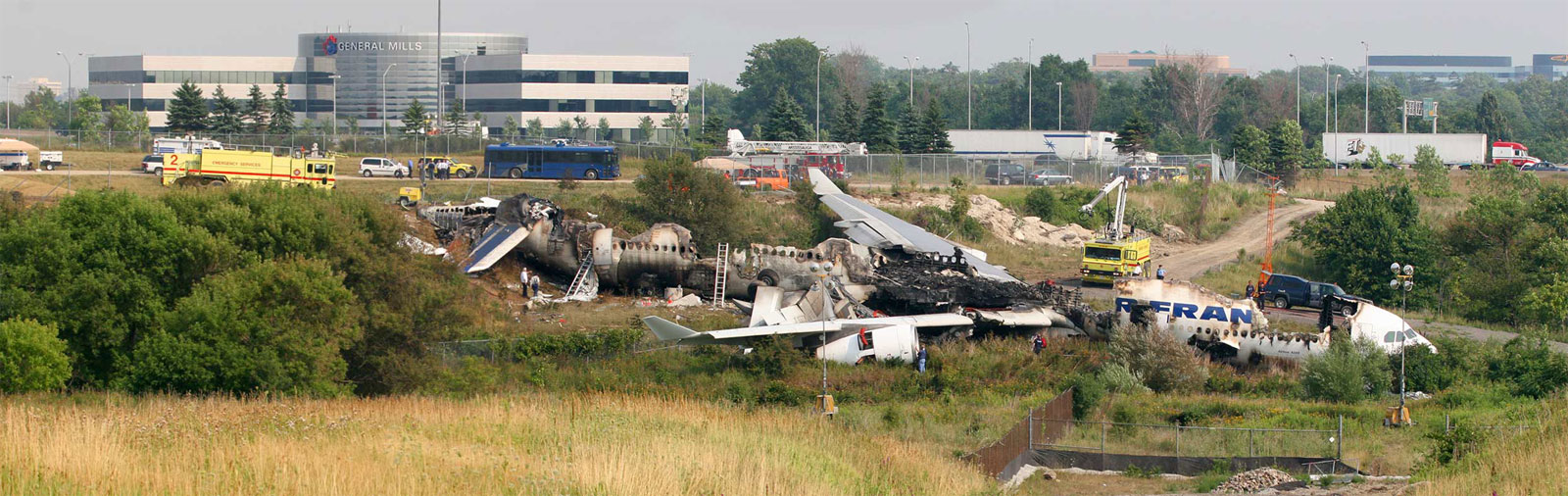
Das Wrack von Air-France-Flug 358

- Am 2. August 2005 überrollte ein Airbus A340-300 der Air France bei einem Gewitter das Landebahnende und geriet in einen Bach; 43 Personen wurden verletzt, das Flugzeug brannte komplett aus (siehe auch Air-France-Flug 358).[26]

- Am 17. Februar 2025 überschlug sich ein aus Minneapolis kommender Bombardier CRJ900LR (N932XJ) der US-amerikanischen Endeavor Air auf dem für Delta Air Lines durchgeführten Flug 4819 mit 76 Passagieren und vier Besatzungsmitgliedern an Bord bei der Landung auf der Landebahn 23 und kam auf dem Rücken liegend zum Stillstand. Es gab 18 Verletzte, aber keine Todesopfer. Das Flugzeug wurde zerstört.[27]